# Nicola Sacco en Bartolomeo Vanzetti

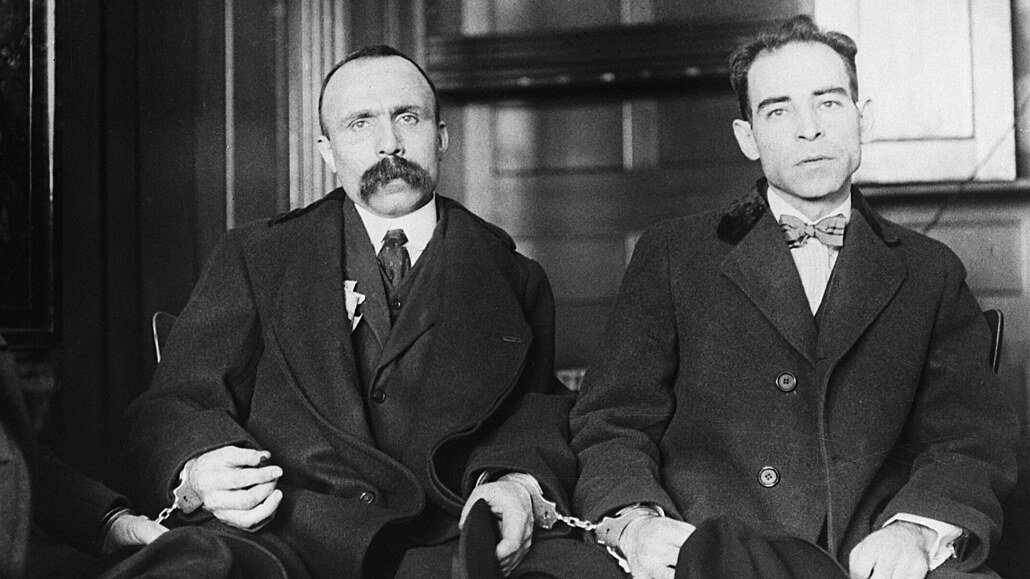
Sacco (r.) en Vanzetti in de boeien

Ferdinando Nicola Sacco (Torremaggiore, 22 april 1891 – Boston, 23 augustus 1927) en Bartolomeo Vanzetti (Villafalletto, 11 juni 1888 – Boston, 23 augustus 1927) waren twee Italiaanse anarchisten die in 1908, onafhankelijk van elkaar, naar de Verenigde Staten emigreerden en elkaar daar leerden kennen. 
De twee Italiaans-Amerikaanse mannen werden elk beschuldigd van twee moorden in verband met een gewapende overval in Massachusetts, waarbij $ 15.000 was buitgemaakt. Beiden verklaarden onschuldig te zijn. Hun proces was volgens vele bronnen het evenement van het decennium - het had politieke intriges, anti-Italiaanse xenofobie en drama binnen en buiten de rechtszaal en ook in het buitenland over de vraag of de beide mannen ten onrechte waren beschuldigd en werden vervolgd. In 1921 werden beiden ter dood veroordeeld, hoewel aan het bewijs tegen hen getwijfeld werd en hun proces en de publiciteit eromheen was bezoedeld met vreemdelingenhaat en ideologisch beladen. Jaren van beroep zouden volgen vóór hun uiteindelijke executie, die zou leiden tot rellen in Parijs en Londen.
In 1920 waren zij in een tram aangehouden op verdenking van een dubbele roofmoord vijf dagen eerder in Braintree (Massachusetts). Sacco en Vanzetti werden in staat van beschuldiging gesteld en hoewel tijdens een langslepend proces feitelijk niets wees op hun schuld – er waren meerdere getuigen die verklaarden dat hun aanwezigheid op de plaats van het misdrijf uitgesloten zou zijn – ter dood veroordeeld. Hoewel ze gratie hadden kunnen krijgen, weigerden zij dit omdat zij dan schuld hadden moeten bekennen. Overal in de VS en daarbuiten waren jaren achtereen massale protesten en massabetogingen tegen deze gruwelijke vorm van klassenjustitie. Mensen als Albert Einstein, Anatole France, Romain Rolland, Henri Barbusse, George Bernard Shaw, John Dos Passos, Alfred Dreyfus en Marie Curie tekenden petities. Niets mocht baten. Op 23 augustus 1927 werden beiden op de elektrische stoel ter dood gebracht. Er ging een golf van ontzetting door de wereld.

## Rehabilitatie
Op 23 augustus 1977 ondertekende gouverneur Michael Dukakis van Massachusetts een proclamatie waarin stond dat Nicola Sacco en Bartolomeo Vanzetti geen eerlijk proces hadden gekregen. Spencer Sacco uit Newport, Rhode Island, kleinzoon van Nicola Sacco, was bij die gelegenheid aanwezig en verklaarde dat hij deze proclamatie verkoos boven een postume gratieverlening omdat dat alsnog, postuum, een schuldbekentenis zou inhouden. Twintig jaar later, op 23 augustus 1997, werd een gedenkteken voor Sacco en Vanzetti in de vorm van een in stuc uitgevoerd reliëf aangeboden aan de burgemeester van Boston, Thomas Menino, en de toenmalige gouverneur van Massachusetts, Paul Cellucci, beide Amerikanen van Italiaanse afkomst. Het werk werd tijdelijk in de Boston Public Library gehangen, met de belofte dat een bronzen afgietsel in Boston op een openbare locatie zou worden aangebracht. "Hiermee geeft de stad toe dat deze mannen geen eerlijk proces hebben gekregen" zei burgemeester Thomas Menino bij die gelegenheid. De plannen om het gedenkteken elders in Boston definitief te plaatsen zijn nog steeds niet uitgevoerd (2009).

## Hommages
- Het lied Here's to you, gecomponeerd door Ennio Morricone voor de film Sacco e Vanzetti uit 1971, en van tekst voorzien en uitgevoerd door Joan Baez werd wereldberoemd.
- In de Oud-Katholieke kerk van Leiden aan de Zoeterwoudsesingel zijn Sacco en Vanzetti afgebeeld in een kleurige muurschildering van kunstenaar Chris Lebeau als een hommage aan de veroordeelden.
- Er bestaat ook een musical met muziek van Dirk Brossé[2].